# Orinocosa guentheri
Orinocosa guentheri är en spindelart som först beskrevs av Pocock 1899.  Orinocosa guentheri ingår i släktet Orinocosa och familjen vargspindlar.
Artens utbredningsområde är Iran. Inga underarter finns listade i Catalogue of Life.